# Ferdinandea (insecte)
Pour les articles homonymes, voir Ferdinandea (homonymie).
Genre
Ferdinandea est un genre d'insectes diptères brachycères de la famille des Syrphidae (syrphes).
Comme beaucoup d'espèces d'Eristalinae, les adultes se nourrissent de nectar et de pollen.

## Liste d'espèces
Selon BioLib (23 septembre 2021) :
- Ferdinandea aurea Rondani, 1844
- Ferdinandea cuprea (Scopoli, 1763)
- Ferdinandea isabella Hull, 1942
- Ferdinandea longifacies Coe, 1964
- Ferdinandea luteola Mutin, 1999
- Ferdinandea montana Hull, 1942
- Ferdinandea nigrifrons (Egger, 1860)
- Ferdinandea ruficornis (Fabricius, 1775)
- Ferdinandea sziladyi Drensky, 1934